# Strela
Stréla je naravni pojav, ki ga sestavljata blisk in grom. Ko strelo opazujemo, najprej vidimo svetlobni blisk, saj je mnogo hitrejši od groma, ki je zvok in se torej širi s hitrostjo približno 340 m/s.
Strele se pojavljajo ob nevihtah in so lahko nevarne za ljudi in naprave, saj se sprosti velika količina energije. Stavbe so zato zaščitene s strelovodi, ki naj bi zmanjšali učinek strele oziroma odvedli tok v zemljo. Napetost pri streli lahko doseže več 100 milijonov voltov. Električni tok pri povratnem udarcu je okoli 10.000 amperov pa vse do 30.000 amperov. 
Hitrost strele znaša okoli 60.000 m/s in lahko doseže do 30.000 °C.

## Nastanek strele
Do nastanka strele pride zaradi razpolovitve naboja v nevihtnih oblakih. Oblaki, ki običajno nimajo naboja, med nevihto dobijo naboj. Tako ima spodnji del oblaka, ki je bližje tlom negativen naboj, zgornji del pa pozitivnega. Ker imajo tla pozitiven naboj, pride med spodnjim delom oblaka in tlemi do velikih napetostnih razlik, ki dosežejo več 10 milijonov voltov. 
Velike napetosti povzročijo električni preboj, pri katerem zrak, ki običajno ne prevaja elektrike, postane električni prevodnik. Ko se to zgodi, skozi zrak v trenutku steče ogromna količina električne energije, ki se navzven kaže kot grom in blisk.

## Znanstveno preučevanje
Poskuse s strelami in prve strelovode je izdelal Benjamin Franklin. Brezžične prenose električne energije visokih napetosti (t. i. »umetne strele«) je preučeval tudi Nikola Tesla. 